# Baredo
Santa María de Baredo, parfois appelée Santa María da Cela de Baredo ou Nosa Señora da Cela de Baredo, est une paroisse de la municipalité de Baiona . 

## Démographie
Cette paroisse compte 1 085 habitants en 2015, soit une augmentation par rapport à 1999 où elle comptait 989 habitants.

## Histoire
Selon des vestiges archéologiques, une cité antique et une voie romaine ont existé sur son territoire. La première référence écrite à une chapelle en ce lieu date de l'année 1551, bien qu'il soit probable qu'elle existait déjà à la fin du XVe siècle. Une représentation de la Vierge trouvée au XVIe siècle au bord de la mer est conservée dans l'église. La localité s'est développée et est devenue une paroisse indépendante de Baíona en 1812. L'église actuelle date aussi de 1812,. 
Le 16 octobre 1936, neuf hommes sont fusillés à Baredo, par les franquistes, en guise de répression après la mort d'un phalangiste. L'endroit où ils ont été tués est appelé A Volta dos Nove.